# طرح‌نما

استفاده از طرح‌نما برای ارائهٔ آزمایشیِ عناصر طراحی یک صفحهٔ وب

طرح‌نما یا لورِم اِیپسوم (به انگلیسی: Lorem ipsum) به نوشتاری آزمایشی و بی‌معنی در صنعت چاپ، صفحه‌آرایی و طراحی گرافیک گفته می‌شود. طراح گرافیک از این نوشتار به‌عنوان عنصری از ترکیب‌بندی برای پُر کردن صفحه و ارائهٔ اولیهٔ شکل ظاهری و کلیِ طرح سفارش‌گرفته‌شده استفاده می‌کند، تا از نظر گرافیکی، نشانگر چگونگی نوع و اندازهٔ قلم و ظاهرِ متن باشد.
معمولاً طراحان گرافیک برای صفحه‌آرایی، نخست از متن‌های آزمایشی و بی‌معنی استفاده می‌کنند تا صرفاً به مشتری یا صاحب‌کار خود نشان دهند که صفحهٔ طراحی یا صفحه‌بندی شده، بعد از اینکه متن در آن قرار گیرد، چگونه به نظر می‌رسد و قلم‌ها و اندازه‌بندی‌ها چگونه در نظر گرفته شده‌است. از آنجایی که طراحان عموماً نویسندهٔ متن نیستند و وظیفهٔ رعایت حق تکثیر متون را ندارند و در همان حال، کار آن‌ها به‌نوعی وابسته به متن است، آن‌ها با استفاده از محتویات ساختگی، صفحهٔ گرافیکی خود را صفحه‌آرایی می‌کنند تا مرحلهٔ طراحی و صفحه‌بندی را به پایان برند.

## نمونه متن
یک بند کامل طرح‌نما به زبان لاتین این چنین است:
Lorem ipsum dolor sit amet, consectetuer adipiscing elit, sed diam nonummy nibh euismod tincidunt ut laoreet dolore magna aliquam erat volutpat. Ut wisi enim ad minim veniam, quis nostrud exerci tation ullamcorper suscipit lobortis nisl ut aliquip ex ea commodo consequat. Duis autem vel eum iriure dolor in hendrerit in vulputate velit esse molestie consequat, vel illum dolore eu feugiat nulla facilisis at vero eros et accumsan et iusto odio dignissim qui blandit praesent luptatum zzril delenit augue duis dolore tefeugait nulla facilisi.
که معادل آن در زبان فارسی معمولاً این‌چنین نمایش داده می‌شود:
لورم ایپسوم متن ساختگی با تولید سادگی نامفهوم از صنعت چاپ و با استفاده از طراحان گرافیک است. چاپگرها و متون بلکه روزنامه و مجله در ستون و سطر آن چنان که لازم است و برای شرایط فعلی تکنولوژی مورد نیاز و کاربردهای متنوع با هدف بهبود ابزارهای کاربردی می‌باشد. کتابهای زیادی در شصت و سه درصد گذشته، حال و آینده شناخت فراوان جامعه و متخصصان را می‌طلبد تا با نرم‌افزارها شناخت بیشتری را برای طراحان رایانه ای علی‌الخصوص طراحان خلاقی و فرهنگ پیشرو در زبان فارسی ایجاد کرد. در این صورت می‌توان امید داشت که تمام و دشواری موجود در ارائه راهکارها و شرایط سخت تایپ به پایان رسد و زمان مورد نیاز شامل حروفچینی دستاوردهای اصلی و جوابگوی سوالات پیوسته اهل دنیای موجود طراحی اساساً مورد استفاده قرار گیرد.

## دلیل استفاده از متن لورم ایپسوم
از آنجایی که بسیاری از طراحان و برنامه‌نویسان برای تکمیل پروژه‌های خود و نشان دادن طرح تکمیل شده، نیاز به متن‌های تستی و آزمایشی دارند، و از آنجایی که تایپ متن‌های آزمایشی می‌تواند زمان بسیار زیادی از طراح بگیرد… و زمان را هدر بدهد، از این رو متن‌های لورم ایپسوم (Lorem ipsum) خلق شد و یک متن جهانی و سراسری است که فقط و فقط به منظور کمک به طراحان و برنامه‌نویسان ایجاد شد… تا با بهره‌گیری از این متن‌ها پروژه‌ها با سرعت بیشتری گسترش یا بدون دغدغه تولید متن کنار برود.